# ماتس بيرغمان
ماتس بيرغمان (بالسويدية: Mats Bergman)‏ هو ممثل سويدي، ولد في 5 مايو 1948 في السويد.

## أعمال

### أفلام
- (1982) فاني وأليكسندر[2][3]

## وصلات خارجية
- ماتس بيرغمان على موقع IMDb (الإنجليزية)
- ماتس بيرغمان على موقع ألو سيني (الفرنسية)
- ماتس بيرغمان على موقع أول موفي (الإنجليزية)
- ماتس بيرغمان على موقع قاعدة بيانات الأفلام السويدية (السويدية)
- ماتس بيرغمان على موقع قاعدة بيانات الفيلم (الإنجليزية)
- ماتس بيرغمان على موقع كينوبويسك (الروسية)